# 稲美町立母里小学校
稲美町立母里小学校（いなみちょうりつ もりしょうがっこう）は、兵庫県加古郡稲美町野寺にある公立小学校。

## 沿革
- 1872年（明治5年）12月 - 推明小学校・成章小学校・弘道小学校が開校。
- 1875年（明治8年）12月 - 3小学校を併せて母里小学校と改称し、蛸草新字戎山に設置。
- 1887年（明治20年）4月 - 母里簡易小学校と改称[1]。
- 1891年（明治24年）7月 - 母里尋常小学校と改称[1]。
- 1895年（明治28年）10月 - 野寺字上南岡（現在地）に新築移転。
- 1903年（明治36年）6月 - 母里尋常高等小学校と改称[1]。
- 1941年（昭和16年）4月1日 - 母里国民学校と改称。
- 1947年（昭和22年）4月1日 - 母里村立母里小学校と改称。
- 1955年（昭和30年）3月31日 - 加古郡加古村・母里村・天満村が合併し、稲美町が発足したのに伴い、稲美町立母里小学校と改称。
- 1962年（昭和37年）7月 - 本館新築。校歌制定。
- 1968年（昭和43年）7月 - プール落成。
- 1971年（昭和46年）12月 - 創立百周年記念式典を挙行。
- 1980年（昭和55年）3月 - 体育館新設。
- 2002年（平成14年）12月 - 創立130周年記念事業を執り行う。

## 通学区域
- 稲美町[2]
  - 蛸草、岡（一部）、印南（稲美町立天満東小学校の区域を除く）、野谷、草谷、下草谷、野寺（稲美町立加古小学校の区域を除く）、六分一（一部）
- 卒業生は基本的に稲美町立稲美中学校へ進学する。

## 周辺
- 母里郵便局
- 広谷池
- 稲美町立幼稚園母里幼稚園
- 稲美町立社会福祉施設母里福祉会館
- 松葉堂
- JA兵庫南 母里支店
- キング醸造

## アクセス
- JR山陽本線土山駅から北東へ6キロメートル
- 神姫バス JR土山駅北口 3系統で母里農協前で下車2分（120メートル）
- 県道381号・県道514号沿い

## 通学区域が隣接している学校
- 稲美町立天満東小学校
- 稲美町立天満小学校
- 稲美町立加古小学校
- 加古川市立八幡小学校
- 三木市立別所小学校
- 神戸市立神出小学校
- 神戸市立岩岡小学校